# Catedral de Sant Andreu Apòstol (Patres)
La Catedral de Sant Andreu Apòstol (en grec: Agios Andreas, Άγιος Ανδρέας) és una basílica ortodoxa grega a l'oest del centre de la ciutat de Patres, a Grècia. Juntament amb la propera antiga església de Sant Andreu, és un lloc de peregrinació per a cristians de tot el món. La construcció de la catedral d'estil neobizantí començà el 1908 sota la supervisió de l'arquitecte Anastasios Metaxas, seguida per Georgios Nomikos. La van inaugurar 66 anys després, el 1974. Cobreix uns 1.800 metres quadrats (algunes fonts diuen 2.000). És l'església més gran de Grècia i la tercera més gran d'estil neobizantí dels Balcans, després de la Catedral de Sant Sava de Belgrad i la Catedral d'Alexandre Nevski de Sofia. Sobre la cúpula central hi ha una creu daurada de 5 m de llarg i sobre les altres cúpules hi ha 12 creus més petites, que simbolitzen Jesús i els apòstols. L'interior de l'església està decorat amb pintures murals d'estil neobizantí i mosaics.

## Relíquies
Les relíquies de l'apòstol sant Andreu es troben en aquesta catedral (el dit menovell, part de la part superior del crani, i petites porcions de la creu en què el martiritzaren). El crani l'enviaren des de la Basílica de Sant Pere de Roma, al setembre del 1964, per ordre del papa Pau VI. El cardenal Augustin Bea i 15 cardenals van presentar la relíquia al bisbe Constantí de Patres el 24 de setembre del 1964 en presència del primer ministre Geórgios Andreas Papandreu. La creu de sant Andreu va ser presa de Grècia durant les croades pel duc de Borgonya. Parts de la creu se'n mantingueren des de l'edat mitjana a l'Abadia de Sant Víctor de Marsella. Les retornaren a Patres el 19 de gener del 1980.